# Vedda (Sprache)
Die Sprache Vedda wird vom Volk der Veddas, die in Sri Lanka, ehemals Ceylon, heimisch sind, gesprochen. Zusammen mit den Nahali und den Kusunda sind sie die direkten linguistischen Nachkommen von Bevölkerungsgruppen, die wahrscheinlich die ältesten Einwohner des indischen Subkontinents waren. Laut Ethnologue gab es 2002 noch etwa 2500 Veddas. Der Status der Sprache lautet heute jedoch fast ausgestorben, da sie sich langsam Richtung Singhalesisch hin bewegt. Heute werden die Veddas aufgrund ihrer geringen Anzahl eher als eine Kaste angesehen und nicht mehr als eine separate ethnische Gruppe. Die meistgesprochene Sprache von Sri Lanka ist Singhalesisch, eine indoarische Sprache. Etwa 74 % der Menschen auf Sri Lanka sprechen Singhalesisch, weitere 18 % sprechen Tamilisch, eine dravidische Sprache, und die restlichen 8 % der Bevölkerung sprechen verschiedene Minderheitssprachen, zu denen auch das Vedda gehört.

## Geschichte

Provinzen von Sri Lanka

Als die Singhalesen und Tamilen etwa gleichzeitig in der 2. Hälfte des ersten Jahrtausends vor Christus in Sri Lanka ankamen, waren sie nicht die Ersten auf der Insel, sondern die Veddas waren schon vor ihnen da. Die Veddas sind die Ureinwohner Sri Lankas. Es wird angenommen, dass die sogenannte „veddische Rasse“ die ursprüngliche Population des gesamten indischen Subkontinents repräsentierte, die dann jedoch mit dem Auftauchen der Dravider und Indo-Arier verdünnt wurde. Aus alten Liedern kann man schließen, dass die Veddas in großen Gebieten von Sri Lanka heimisch waren. Es gibt Beweise, dass die Vedda-Gebiete einst das ganze Uva und große Teile der zentralen und nördlichen Provinzen umfassten. Heute befinden sich die Veddas noch in einer kleinen Region im nördlichen Uva und im südlichen Tamankaduwa (Nord-Zentralprovinz). Der entstehende Kontakt zu den eingewanderten Singhalesen und Tamilen brachte unter anderem auch einen Sprachkontakt mit sich. Dieser Sprachkontakt entstand vor allem durch Tauschhandel zwischen den Veddas und den Singhalesen respektive den Tamilen.

## Die europäische Entdeckung des Vedda
Die Entdeckung des Vedda durch Europäer und dessen Klassifizierung kann grob in drei verschiedene Etappen eingeteilt werden. Die ersten Beobachter des Vedda, darunter Nevill und Marrambe, bezeichneten es als eine eigenständige Sprache, was wohl mit ihrer Beobachtung zusammenhängt, in der sich das Vedda vom sonst auf Sri Lanka gesprochenen Singhalesischen unterscheidet. Spätere Gelehrte, darunter Parker, die Seligmanns oder Geiger, betrachteten das Vedda als nur einen Dialekt des Singhalesischen. Neuere Studien von de Silva tendieren jedoch zu einer Klassifizierung des Vedda als Kreol, das aufgrund der Kontaktsituation zwischen den Vedda und den Singhalesen entstand.

### Vedda als Sprache
Die ersten Beobachtungen zur Sprache der Vedda wurden von Rijklof van Goens, einem General der Niederländischen Ostindien-Kompanie, der von 1659 bis 1672 Gouverneur von Ceylon und von 1678 bis 1681 Generalgouverneur von Niederländisch-Indien war, im Jahre 1675 gemacht, wo er schrieb, dass die Sprache der Vedda dem Singhalesischen viel ähnlicher sei als dem Tamilischen. Fernaõ de Queyroz erwähnte dann in seinem Manuskript von 1686, dass die Sprache der Vedda sehr schlecht verständlich sei. Es sei nicht reines und einfaches Singhalesisch, sondern bestehe nur aus einigen groben und sehr schlecht ausgesprochenen Wörtern. John Bailey dokumentierte dann im Jahre 1863 die erste Vedda-Wortliste. Er war auch der Erste, der publizierte Daten zur Vedda-Sprache ermöglichte, in der Form einer englisch-veddisch-singhalesischen Wörterliste, die aus 83 Gegenständen bestand und die auch eine Liste von Veddischen persönlichen Eigennamen für Männer und Frauen beinhaltete. Weitere Beobachtungen von ihm betreffen das Jagen, die Nahrung und das Aussehen.

### Vedda als Dialekt
1821 schrieb John Davey, dass die Vedda-Sprache ein Dialekt des Singhalesischen zu sein scheine und es für Leute, die Singhalesisch sprechen, abgesehen von ein paar einzelnen Wörtern, unverständlich sei. Es gab auch negative Stimmen zur Sprache der Veddas, wie zum Beispiel durch Gillings, der sagte, ihre Sprache sei ein korrupter Dialekt des Singhalesischen. Die Veddas seien in der Lage, die gängige Sprache (Singhalesisch) zu sprechen und zu verstehen, bevorzugten jedoch, unter sich einen minderwertigen Dialekt zu sprechen. Parker hingegen behauptete, dass die veddische Sprache zu einem größeren Ausmaß eine Umgangssprache des Singhalesischen sei, aber leicht verändert wurde in Form und Akzent. Genau diese Unterschiede machen es, speziell in gesprochenem Sinne, zu einer ziemlich unbekannten Sprache für jemanden, der sich nicht besonders damit auskennt. Auch Gair unterstützt die Theorie, dass die Sprache der Vedda im Grunde genommen ein Dialekt des Singhalesischen sei. Die Brüder Sarasin stellten 1893 fest, dass der Sprache der Vedda das Singhalesische zugrunde liege und das anscheinend schon seit dem 17. Jahrhundert. Das Vedda fiel jedoch nicht komplett mit dem Singhalesischen zusammen. Den Brüdern fiel auf, dass viele Vedda-Wörter, vor allem Wörter, die für die Vedda wichtig sind wie Axt, Bogen und Pfeil, den singhalesischen Dolmetschern nicht bekannt waren.

### Vedda als Kreol
Die Sprache der Veddas ist stark beeinflusst durch das Singhalesische und Tamilische und kann in diesem Sinne auch als eine Art Kreolsprache angesehen werden. De Silva befasste sich intensiv damit und arbeitete vor allem mit dem singhalesischen Kreol-Vedda. Sie fand heraus, dass das heutige Vedda durch den starken Einfluss des Singhalesischen und Tamilischen ziemlich anders sein muss als das ursprüngliche Vedda, das noch vor ein paar Jahrhunderten gesprochen wurde. Der Einfluss des singhalesischen Lexikons und der singhalesischen Satzstruktur ist sehr offensichtlich in den singhalesischen Gebieten, und dasselbe gilt auch für die jeweiligen tamilischen Gebiete, wo das Lexikon und die Satzstruktur des Tamilischen gut erkennbar sind. De Silva ist weiter der Meinung, dass das moderne Vedda ein Kreol sei, das auf der originalen Vedda-Sprache basiert, mit dem Singhalesischen als der wichtigsten beitragenden Quelle. Das Kreol-Vedda unterscheidet sich, gemäß ihren Entdeckungen, vom Singhalesischen in der Morphologie, während das Vokabular des Kreols eine große Anzahl von singhalesischen Lehnwörtern enthält. Jedoch sind viele dieser Lehnwörter den Singhalesen nicht bekannt. Beispiele dafür sind galräkki für Axt, cappi für Vogel oder bucca für Busch. Geiger bemerkte außerdem, dass das Singhalesische auch Wörter enthält, die in der Vedda-Sprache vorkommen, aber keinen indoarischen Ursprung haben und nicht etymologisch vom Alt- oder Mittelindischen hergeleitet werden können wie zum Beispiel kola für Blatt oder dola für Schwein. Es ist heute nicht bekannt, wie viel von der originalen Vedda-Sprache noch übrig ist, sie ist mittlerweile jedoch wahrscheinlich schon ausgestorben.

## Phonologie
Im Vedda kommt die phonetische Realisation der palatalen Affrikate c und j sehr häufig vor, im Singhalesischen hingegen nicht. Weiter hat das Vedda überall, wo das Singhalesische ein s hat, ein c. Das singhalesische Wort für Kopf, isa, zum Beispiel ist im Vedda ica. Im Vedda wird außerdem sehr häufig das Suffix -pojja an Lehnwörter aus dem Singhalesischen angehängt. Das singhalesische Wort für Gewicht, bara, wird also im Vedda zu barapojja. Die Präferenz für Palatalisierung im Vedda ist auch sichtbar bei den Transformationen, die einige singhalesische Lehnwörter durchmachen. Das singhalesische Wort für Auge, äha/äsa, zum Beispiel wird im Vedda zu äcpojja/äjjejj.

## Morphologie
Vedda unterscheidet sich in morphologischer Hinsicht stark vom Singhalesischen. Im Vedda gibt es ein belebtes vs. unbelebtes Genus-System, das ziemlich anders ist als das singhalesische System. Was im Vedda zusätzlich häufig vorkommt, sind Simplifikationen und Reduktionen von singhalesischen Formen. Weiter haben die Pronomina im Veddischen keine Unterscheidung des Numerus, wie sie es im Singhalesischen haben.

### Nomen
Die formalen Vedda-Nomina haben zwei Arten von Suffixen, solche für belebte Nomina und solche für unbelebte Nomina. Die belebten Suffixe sind -ätto bei Personalpronomina, -pojjaa und -raaccaa bei personifizierten Nomina und -läätto bei allen anderen belebten Nomina. Personifizierte Nomina sind im Vedda jedoch sehr selten. Beispiele für diese belebten Suffixe sind: deyyalääto für Gott, panniläätto für Wurm, meeätto für ich/wir, irapojjaa für Sonne, giniraaccaa für Feuer. Die unbelebten Suffixe sind -pojja, -tana, -gejja, -rukula, -danda und -raacca und sind hier anhand der Häufigkeit ihres Auftretens geordnet. Die Suffixe -rukula und -danda kommen nur bei Nomina vor, die Körperteile bezeichnen, während das Suffix -tana eine veraltete Eigenschaft zu haben scheint. Beispiele für die unbelebten Suffixe sind: viidipojja für Straße, kavitana für Poesie, kirigejja für Kokosnuss, äyrukula für Auge, ugurudanda für Rachen, giniraacca für Feuer. All diese Suffixe werden normalerweise im Plural und im Singular gebraucht und die Spezifikation wird vom verbalen und nonverbalen Kontext abgeleitet. Eine solche fast komplette Abhängigkeit des verbalen (und non-verbalen) Kontexts für eine semantische Spezifizierung ist charakteristisch für Kontaktsprachen, was sehr dafür spricht, dass es sich beim Vedda um ein Kreol handelt. Denn bei natürlichen Sprachen wird die semantische Spezifizierung – anders als bei den Kreolsprachen – durch Inflexion erreicht.
Die Umwandlung von singhalesischen Nomina in veddische Nomina funktioniert folgendermaßen: Bei den belebten Nomina werden die Suffixe an die Demonstrativpronomina oder die singhalesischen Nomina angehängt. Das Suffix -ätto (sein eigenes) wird zum Beispiel an Demonstrativpronomina wie ee (der/die/das) und mee (diese/dieser/dieses) angehängt. Bei anderen belebten Nomina wird das Suffix -läätto an das singhalesische Nomen angehängt. Bei den unbelebten Nomina hingegen wird das Nomen gebildet, indem das singhalesische Adjektiv mit einem Suffix kombiniert wird: Nomen = Adjektiv + -pojja/-tana/-gejja/-rukula/-danda/-raacaa. Beispiele dafür sind die Vedda-Nomina für Nase, Auge und Ohr:
| Sin. Nomen   | Sin. Adjektiv              | V. Nomen         |
| Naase (Nase) | naas (die Nase betreffend) | naaspojja (Nase) |
| Ähä (Auge)   | äs (das Auge betreffend)   | äjjejja (Auge)   |
| Kana (Ohr)   | kan (das Ohr betreffend)   | kanrukula (Ohr)  |

### Reduktion und Simplifikation
In Kontaktsprachen kommt es häufig zu Reduktionen und Simplifikationen, und diese lassen sich auch im Vedda finden:

#### Feminine und maskuline Formen (Genera)
Anders als im Singhalesischen entsteht die feminine Form im Vedda nur durch einen Suffixwechsel, der Stamm bleibt unverändert. Das maskuline Suffix ist -a/-aa und das feminine Suffix -i/-ii. Die phonetische Länge hängt von der phonologischen Struktur des Wortes ab:
| Singhalesisch: | Mask: gonaa (Stier) | Fem: eledena (Kuh)  |
| Vedda:         | Mask: gonaa (Stier) | Fem: gonii (Kuh)    |
|                |                     |                     |
| Singhalesisch: | Mask: kukka (Hund)  | Fem: kikki (Hündin) |
| Vedda:         | Mask: kukka (Hund)  | Fem: kukki (Hündin) |

#### Numerus
Eine weitere Reduktion in der Vedda-Morphologie ist der Verlust der Unterscheidung, die normalerweise im singhalesischen Numerus gebraucht wird, um zwischen Nominalen und Adverbialen auf der einen Seite und zwischen belebten und unbelebten Nomina auf der anderen zu unterscheiden. Singhalesisch hat die drei Numeralmarkierungen dennek, dekak und depaarak. Dennek wird bei zwei Personen (Nominal, belebt) gebraucht, dekak bei zwei Gegenständen (Nominal, unbelebt) und depaarak, wenn etwas zweimal vorkommt (Adverbiale). Das Vedda hat dies vereinfacht und braucht für alle drei Fälle nur dekamak.

#### Pronomen
Eine weitere Reduktion gibt es bei der Kategorie der Grade in den Pronomina der zweiten Person im Singhalesischen. Die singhalesischen Pronomina der zweiten Person sind anhand einer Hierarchie strukturiert (a) anhand des Status des Anredenden und des Angeredeten und (b) anhand der Haltung des Anredenden gegenüber dem Angeredeten: ehrfürchtig – gleichgestellt – niedriger –unterster und für jede dieser Kategorien gibt es eigene Pronomina. Die Vedda hingegen haben nur eine einzelne Form für das Zweite-Person-Pronomen topan, das für jeden Status und jede Haltung gebraucht wird. Die Vedda-Pronomina haben auch, anders als das Singhalesische, keinen Numerus. Dieselbe Form wird gebraucht, unabhängig davon, ob man nur eine Person meint oder mehr als eine Person.

#### Negativ-Formen
Ein weiterer Punkt der Reduktion im Vedda betrifft die Ersetzung von diversen singhalesischen negativen Formen durch eine einzige Form. Während das Singhalesische sechs negative Formen hat (nää, epaa, bää, nemee, nättaṁ, bäri), hat das Vedda nur eine, nämlich koduy.

## Syntax
In der Syntax ähnelt das Vedda dem Singhalesischen, jedoch gibt es ein paar auffällige Unterschiede. Im Vedda wird, anders als im Singhalesischen, bei einer Negation eines Indikativsatzes die Negativ-Partikel an den Infinitiv angehängt. Im Vergleich dazu wird im Singhalesischen die Negativ-Partikel zur emphatischen Form des Verbes angehängt. Weiter weisen im Singhalesischen alle Indikativsätze, egal ob negativ oder affirmativ, zwei Zeitformen auf, die Vergangenheit und die Nicht-Vergangenheit. Im Vedda hingegen gibt es ein dreiteiliges Zeitformensystem mit Vergangenheit, Präsens und Zukunft, das jedoch nur in affirmativen Sätzen angewendet wird, nicht aber in negativen Sätzen.